# Albert Carnoy
Pour les articles homonymes, voir Carnoy (homonymie).
Albert Carnoy, né le 7 novembre 1878 à Louvain où il meurt le 12 janvier 1961, est un philologue et homme politique belge du parti catholique.

## Biographie

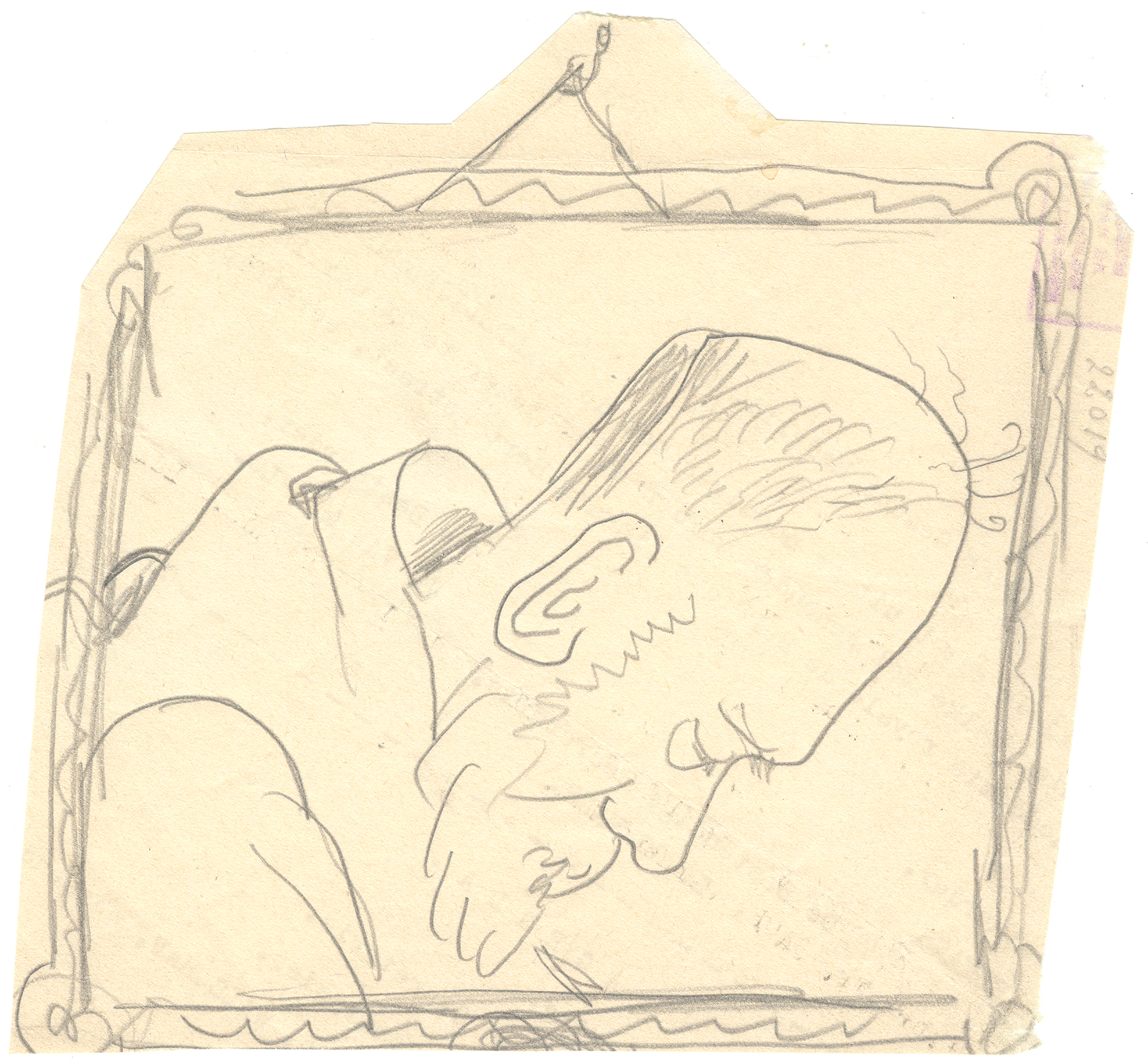
Esquisser d'Albert Carnoy par Felix Timmermans

Albert Joseph Carnoy était professeur de philologie à l'Université catholique de Louvain. 
Il était membre de l'Association du cartel des corporations d'étudiants catholiques allemands (de). Il est élu sénateur pour l'arrondissement de Bruxelles-Halle-Vilvorde et fut ministre de l'intérieur et de la santé de 1927 à 1929 (Gouvernement Jaspar II). En 1935, victime d'accusations de collusion politico-financière lors d'une campagne plus générale de dénonciation du cumul des mandats orchestrée par le mouvement Rex, il décide de se retirer de la vie politique.
Albert Carnoy était également un étymologiste, toponymiste et anthroponymiste de renom qui publia de nombreux ouvrages.

## Ouvrages
- Le latin d'Espagne d'après les inscriptions. Étude linguistique, 2e édition, Misch et Thron, Bruxelles, 1906.
- Origine des noms de lieux des environs de Bruxelles, Bieleveld, Bruxelles, 1926.
- Dictionnaire étymologique du nom des communes de Belgique y compris l'étymologie des principaux noms de hameaux et de rivières, Éditions Universitaires, Louvain, 1939-1940.
- Origines des noms des communes de Belgique, y compris les noms des rivières et principaux hameaux, Universitas, Louvain, 1948-1949.
- Origines des noms de famille en Belgique, Universitas, Louvain, 1953.